# Apamea albistigma
Apamea albistigma là một loài bướm đêm trong họ Noctuidae.